# Orcovita saltatrix
Orcovita saltatrix is een krabbensoort uit de familie van de Varunidae. De wetenschappelijke naam van de soort is voor het eerst geldig gepubliceerd in 1994 door Ng & Tomascik.